# 布拉酵母菌
布拉酵母菌（學名：Saccharomyces boulardii）是一種熱帶酵母，於1923年由法國科學家亨利·布拉德发现，最早从荔枝與山竹中分離出來。在一些分類學、代謝和遺傳特性上，它與釀酒酵母相似，但略有不同。布拉酵母菌常用於作為益生菌引入大、小腸粘膜，並为宿主防範病原微生物。
布拉德當年是在觀察到東南亞原住民咀嚼荔枝和山竹表皮以企圖控制霍亂症狀後，首次分離這種酵母。对于健康患者，布拉菌已被證實無致病性，且仅存在于胃腸道中，不會擴散到人體其他部位。37℃（98.6°F）是这种细菌生长的最适温度。
布拉菌在市場上經常以凍乾形式的益生菌銷售，所以常被稱為布拉菌凍乾。